# Wahlen 1902
◄◄ | ◄ | 1898 | 1899 | 1900 | 1901 | Wahlen 1902 | 1903 | 1904 | 1905 | 1906 | ► | ►►

Weitere Ereignisse
Folgende Wahlen fanden im Jahr 1902 statt:

## Amerika
- Am 1. März die Präsidentschaftswahl in Brasilien 1902
- Wahl zum Repräsentantenhaus der Vereinigten Staaten 1902
- Wahl zum Senat der Vereinigten Staaten 1902

## Asien
- Am 10. August allgemeine Wahlen zum Shūgiin in Japan 1902

## Europa
- Zwischen dem 25. und 28. August der Landtag in Liechtenstein 1902
- Landsting-Wahl in Dänemark 1902
- Am 27. April und 11. Mai die Parlamentswahl in Frankreich 1902 – erstmals siegt ein linkes Bündnis ('Bloc des gauches' = Block der Linken)
- Am 26. Oktober die Schweizer Parlamentswahlen 1902